# Sepiolida
Sepiolida (лат.) — отряд головоногих моллюсков, родственных каракатицам. Тело, как правило, более округлое, нежели у каракатицы и не имеет рудиментарного остатка внутренней раковины (так называемая кости каракатицы). Имеют восемь рук с присосками и два щупальца и, как правило, довольно маленькие размеры (типичный размер мантии самца находится между 1 и 8 см). Сепиолиды живут в мелких прибрежных водах Тихого океана и в некоторых частях Индийского океана, а также в мелководьях на западном берегу Капского полуострова в ЮАР. Как и каракатицы, они могут плавать либо с помощью плавников на их мантии, либо реактивного движения. Они также известны как «кальмары-клецки» (англ. dumpling squid) из-за их округлой мантии или как «короткие кальмары» (stubby squid).

## Орган биолюминисценции
Сепиолиды симбиотически связаны с биолюминесцентными бактериями (Vibrio fischeri), которые населяют специальный орган в мантии животного. Бактерии питаются сахаром и аминокислотами, поставляемыми кальмаром, а взамен скрывают силуэт кальмара, если смотреть на него снизу, ослабляя эффект контрового освещения. Орган содержит фильтры, которые приближают спектральный состав этого света к характеристикам нисходящего света; линзу, биохимически схожую с глазом моллюска, для диффузного рассеяния свечения бактерий, и рефлектор, который направляет свет вентрально.

## Размножение
Сепиолиды являются итеропарными организмами и самка может отложить несколько кладок, каждая из которых может состоять из 1—400 яиц (в зависимости от вида), за всю жизнь, которая, по оценкам, продолжается год. Яйца покрываются песком и оставляются без попечения родителей. Симбиоз с V. fischeri из окружающей морской воды начинается сразу же после вылупления. А сама колонизация бактериями светового органа молодой особи вызывает морфологические изменения, которые приводят к зрелости.

## Классификация
На февраль 2021 года в таксон включают 2 семейства:
- Sepiadariidae Fischer, 1882 — Сепиадарииды[3]
- Sepiolidae Leach, 1817 — Сепиолиды